# Mieczysław Duch
Mieczysław Wiktor Duch (ur. 17 listopada 1894 w Szczawnicy, zm. 7 października 1948 we Wrocławiu) – major piechoty Wojska Polskiego, kawaler Orderu Virtuti Militari.

## Życiorys
Był synem Grzegorza, wachmistrza żandarmerii austriackiej, i Józefy z Małeckich oraz bratem Kazimierza i Bronisława, także oficerów Wojska Polskiego.
W latach 1905–1913 uczył się w C. K. I Gimnazjum w Nowym Sączu. Tam, od 1909 wraz z braćmi działał w Zarzewiu i Związku Jastrzębim. Podczas I wojny światowej walczył w szeregach c. i k. 20 pułku piechoty. Od marca 1915 przebywał w rosyjskiej niewoli. Od września do października 1918 w Tarnowie służył w batalionie zapasowym 20 pułku piechoty i działał w organizacji „Wolność”.
Od 31 października 1918 w 1 pułku strzelców podhalańskich w Nowym Sączu. W szeregach tego pułku walczył z Ukraińcami i bolszewikami. Od września 1923 służył w batalionie szkolnym piechoty Nr 5 w Niepołomicach. Od września 1924 pełnił służbę w batalionie KOP „Bereźne”, a od listopada 1928 w 4 pułku strzelców podhalańskich w Cieszynie. W marcu 1932 przeniesiony został do 21 pułku piechoty w Warszawie na stanowisko dowódcy batalionu. Do mobilizacji alarmowej w sierpniu 1939 zajmował stanowisko kwatermistrza pułku. 
W kampanii wrześniowej dowodził batalionem marszowym 21 pułku piechoty. Walczył w obronie Warszawy. Po kapitulacji stolicy przebywał w niemieckiej niewoli. Był jeńcem Oflagu II c w Woldenbergu. Zmarł 7 października 1948 we Wrocławiu.
Mieczysław Duch był żonaty z Heleną Chomińską, z którą miał troje dzieci: Zbigniewa, Juliana i Annę.

## Awanse
- podporucznik – 1919
- porucznik – 1921
- kapitan – 1 grudnia 1924 ze starszeństwem z dniem 15 sierpnia 1924 i 453 lokatą w korpusie oficerów zawodowych piechoty (w 1928 – 433 lokata)
- major – 17 grudnia 1931 ze starszeństwem z dniem 1 stycznia 1932 i 54 lokatą w korpusie oficerów zawodowych piechoty

## Ordery i odznaczenia
- Krzyż Srebrny Orderu Wojskowego Virtuti Militari nr 1870 (1921)[4]
- Krzyż Walecznych (czterokrotnie)
- Medal Niepodległości (9 listopada 1933)[5]
- Srebrny Krzyż Zasługi (19 marca 1931)[6]